# Roch (Heraldik)

Zwei halbe Roche im Wappen von Rochlitz

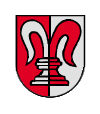
Rochen im Wappen von Frickingen bei Heidenheim

Wappen der Stadt Roquetaillade

Wappen der Familie von Rochow

Roch oder Roche ist eine alte Bezeichnung für den Turm im Schachspiel.
Der Begriff geht auf Persisch roch oder ruch zurück. Dieses Wort scheint von dem indischen Wort ratha für Streitwagen abgeleitet. Daneben wird manchmal auch ein etymologischer Zusammenhang mit dem Vogel Roch aus der Sagenwelt diskutiert.
Im Ausdruck Rochade beim Schach findet sich der Name wieder. Der Roch war die stärkste Figur des mittelalterlichen Schachspiels (die Vorläuferfigur der späteren Dame verfügte nur über geringe Zugmöglichkeiten). Dies erklärt die Beliebtheit des Roch-Motivs.
Als gemeine Figur in der Heraldik ist Roch auf Wappen zu finden, so in der englischen Heraldik bereits seit dem 13. Jahrhundert. Besonders in Rochlitz nahm man ihn schon zur Zeit der sächsischen Herrschaft Roch als redendes Wappen. Die Stadt führt im Wappen zwei halbe Roche, der Adel hatte einen ganzen Roch. Die halben Roche waren auch als Beschauzeichen und Innungssiegel seit dem 16. Jahrhundert bekannt. Auch die französische Familie Roquette und spanische Familie Roquesens nutzten den Turm derart. Dargestellt wird der Spielstein Turm aus dem Schach, dessen obere Seiten blumenartig nach links und rechts in das Wappenfeld gebogen sind. Alle Farben sind möglich, aber orientiert wird an schwarze und weiße Türme auf den entsprechenden Farbflächen, wobei Gold nicht ausgenommen ist. Die Ähnlichkeit mit der Lilie führte oft zu Verwechslungen. Im Wappen der Familie von Rochow aus der Mark Brandenburg mutierte der Roch durch Falschbeschreibung zu Lilien oder zu zwei abgewendeten Pferdeköpfen.
Der Name Roche oder Rochen ist außerdem für das stumpfe Eisen einer Turnierlanze gebräuchlich. Die Turnierlanze hatte anstelle des Schlachtspeeres mit seiner scharfen Spitze, um Verletzungen zu vermeiden, am oberen Ende drei bis vier kleine Stacheln oder Zacken, die sogenannten Krönlein.

## Galerie

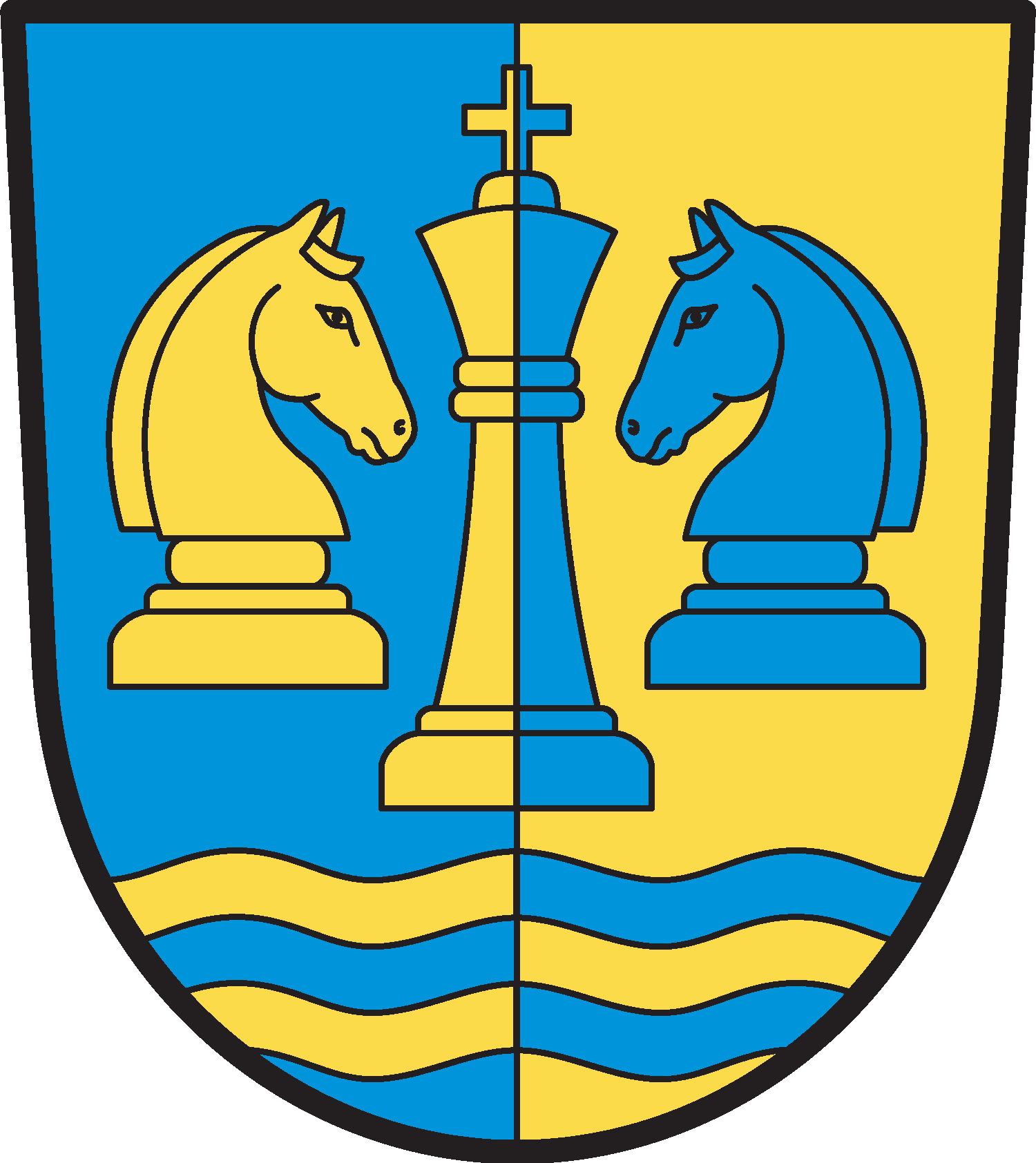
Rössel und Turm in Verwechselten Farben: Starý Šachov (Alt Schokau)
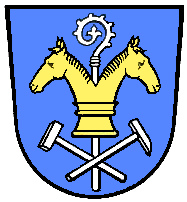
Doppelspringer im Wappen des Landkreises Weilheim in Oberbayern (1939–1973)
Doppelspringer im Wappen von Neufraunhofen
und im Wappen von Pforzen
Schachrössel im Wappen von Kienberg (Oberbayern)
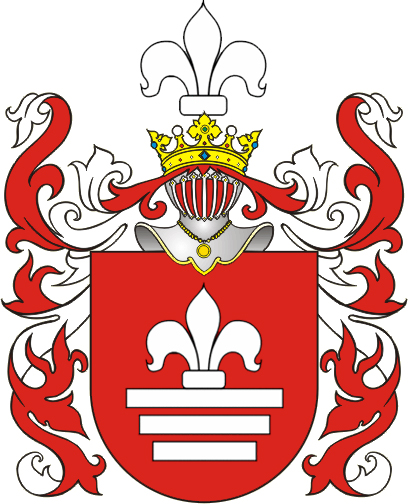
polnische Wappengenossenschaft Roch